# Источни војни округ
Источни војни округ (рус. Восточный военный округ) је војно-административна јединица Оружаних снага Руске Федерације. Штаб се налази у Хабаровску.
Образован је указом предсједника Руске Федерације бр. 1144 од 20. септембра 2010. године.

## Оснивање
Источни војни округ је формиран у току војне реформе 2008—2010. године. Настао је као резултат обједињавања Далекоисточног војног округа, забајкалског дијела Сибирског војног округа, Тихоокеанске флоте и Камчатског посебног рејона.
Под командом команданта Источног војног округа се налазе све компоненте Оружаних снага, изузев Космичке војске и Ракетне војске. Такође, у потчињености ће се налазити и Унутрашња војска, Гранична војска, јединице Министарства за ванредне ситуације и друге војне јединице.